# Giampiero Catone
Giampiero Catone (né le 1er juin 1956 à Naples) est un journaliste et un homme politique italien. 

## Biographie
Diplômé ès sciences politiques, Giampiero Catone a été secrétaire d'État au ministère de l'Environnement du 5 mai au 12 novembre 2011. Après avoir adhéré au Peuple de la liberté (2008-2010), puis à Futur et liberté pour l'Italie (2010), il anime La Discussione, une composante du groupe parlementaire Peuple et territoire (2010-2011) dont il dirige également le quotidien éponyme, fondé par Alcide De Gasperi en 1952. Il est député depuis deux législatures (XVe et XVIe). Il a fait partie de la Démocratie chrétienne pour les autonomies de 2006 à 2008.
En 2001, il est le chef du secrétariat du ministre des Affaires européennes, Rocco Buttiglione. En 2005, il devient directeur responsable du quotidien La Discussione. En 2006, il est élu député sur les listes de Forza Italia et adhère au groupe DCA-Nouveau PSI. 
Il promeut la transformation des cercles de La Discussione en un mouvement interne au Peuple de la liberté. Le 23 septembre 2010, il adhère à FLI en quittant le PdL mais c'est le seul partisan de Gianfranco Fini à ne pas souscrire à la motion de défiance du 14 décembre 2010. Il est récompensé en étant nommé secrétaire d'État de gouvernement Berlusconi IV le 5 mai 2011.
Lors des élections générales italiennes de 2013, il se présente en coalition avec Le Peuple de la liberté sous une liste Intesa popolare, allié avec la Droite libertaire. Il obtient 25 632 vox (0,07 %) à la Chambre et 24 979 voix (0,08 %) au Sénat.